# Teresia Sampsonia
Teresa Sampsonia (nom de jeune fille Sampsonia, devenue Madame Shirley après son mariage) est une noble irano-anglaise de l'Empire séfévide d'Iran. Épouse du voyageur anglais de l'ère élisabéthain Robert Shirley, elle accompagne celui-ci dans ses voyages et ses mission à travers l'Europe au nom du roi (chah) séfévid Abbas Ier (r. 1588-1629).
Teresa est reçue par maintes maisons royales d'Europe, y compris le prince anglais Henry Frederick et la reine Anne (parrain et marraine de son enfant) ainsi que des écrivains et artistes contemporains tels que Thomas Herbert et Antoine van Dyck. Pour Herbert, Robert Shirley est « le plus grand voyageur de son époque »; néanmoins, il admire encore plus « la téméraire Madame Teresia ».
À la suite de la mort de Robert Shirley de la dysenterie en 1628, et en raison d'empêchements de la part de Grandesse de la cour et des autorités sous le règne du successeur et petit-fils d'Abbas, Safi (r. 1629-1642), Teresia décide de quitter l'Iran. Elle se loge désormais dans un couvent à Rome et se dévoue à la charité et à la religion. En tant que chrétienne pieuse et en raison de son amour pour son mari, Teresa fait transporter les restes de Shirley à Rome depuis Ispahan et les réenterrer ; sur la pierre tombale de leur tombe commune, elle mentionne leurs voyages et fait référence à son origine de noblesse circassienne.

## Sources
Les voyages de Teresa et Robert Shirley sont réporté dans des sources contemporaines anglaises, italiennes, latines et espagnoles, y compris des récits de la part de témoins oculaires. Selon Penelope Tuson, les principales sources sur la vie de Teresa sont les récits « prévisiblement quasi-hagiographiques » conservés dans les archives du Vatican et de l'ordre du Carml, qui sont compilés, édités et publiés par Herbert Chick en 1939 dans sa Chronicle of the Carmelites in Persia,. Tandis que cette chronique donne une évident image positive de Teresa, Tuson note que les récits sont « inégaux » et « contradictoires » à certaines occasions. De plus, la narration est soupçonnée d'être du point de vue du catholicisme européen. Enfin, le seul document que Teresa rédigerait en anglais (une pétition adressée au roi Jacques VI et Ier), des peintures et même des lettres officielles signées par le roi (chah) Abbas Ier sont d'autres sources qui peuvent être serviable.

## Jeunesse et mariage
Nommée Sampsonia à la naissance, Teresa naît en 1589 dans une famille circassienne chrétienne orthodoxe de l'Empire safavide, regné à l'époque par le chah Abbas Ier. Fille d'Ismail Khan, qui est un des beaux-frères du roi, elle grandit à Ispahan, à la cour royale iranienne, selon les rapports, en tant qu'une belle cavalière réputée et accomplie qui apprécie de broder et de peintre,.
Elle rencontre le voyageur anglais Robert Shirley à la cour et en tombe amoureuse. Shirley est envoyé en Perse à la suite de la visite d'une ambassade perse en Europe (en) cherchant à forger une alliance contre l'Empire ottoman, rival des Séfévides. Teresa l'épouse le 2 février 1608 en Iran avec l'accord de sa tante et d'Abbas,,. Autour de leur mariage, elle est baptisée dans le rite catholique romain par les Carmes à Ispahan sous le nom de Teresa,,,,, en hommage à la sainte Thérèse d'Avila, fondatrice de l'ordre des Carmes déchaux.

## Dernières années

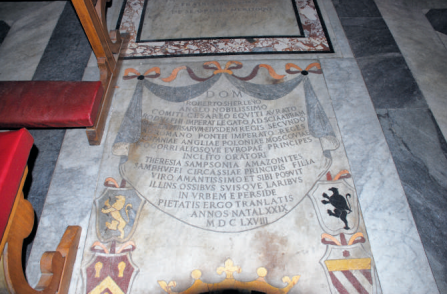
La pierre tombale de Teresa et Robert Shirley à Santa Maria della Scala.

Teresa arrive à Rome le 27 décembre 1634, où elle est accueillie par le pape Urbain VIII, qui la confie aux Carmélites. Teresa achète une maison à côté de l'église.
En 1658, elle fait véhiculer la dépouille de Robert d'Ispahan à Rome, où celui-ci est réenterré à la Santa Maria della Scala. Au couvent de Carmélites, Teresa se dévoue à la charité et à la religion jusqu'à sa mort en 1668 à l'âge de 79 ans. Elle est inhumée dans l'église où elle se loge pendant quarante ans, dans la même sépulture où elle a enterré son mari Robert dix ans auparavant.